# Emmanuel Izuagha
Emmanuel Izuagha Ejike (* 2. Februar 1980) ist ein ehemaliger nigerianischer Fußballspieler. Der Innenverteidiger kam während seiner Karriere zu einem Einsatz für die A-Nationalmannschaft Nigerias.

## Vereinskarriere
Izuagha kam 1997 aus seiner Heimat Nigeria zum hessischen Club Eintracht Frankfurt, bei denen er drei Jahre in der Amateurmannschaft spielte. Im Sommer 2000 wechselte Izuagha für 100.000 Mark zum Zweitligisten Chemnitzer FC. Die Leistungen Izuaghas genügten dabei den Ansprüchen der Verantwortlichen des Chemnitzer Vereins nicht. Er wurde lediglich am 24. September 2000 (6. Spieltag) bei der 1:4-Niederlage gegen Rot-Weiß Oberhausen in der 72. Minute für Marco Dittgen eingewechselt. Bereits im Oktober 2000 absolvierte Izuagha ein Probetraining beim Regionalligisten SV Wehen und wurde anschließend an den Klub ausgeliehen. Bei Wehen entwickelte sich der Innenverteidiger zu einer Stütze des Klubs und wurde auch in der folgenden Saison von Wehen ausgeliehen. Zur Saison 2002/03 wechselte Izuagha zum Zweitligaabsteiger 1. FC Schweinfurt 05, bekam dort aber keine Spielberechtigung und kehrte daher bereits im September 2002 zurück nach Wehen, wo er fortan spielte. Bis September 2003 brachte es der Innenverteidiger auf insgesamt 67 Einsätze für den Regionalligaclub, ehe er von der Vereinsführung wegen Undiszipliniertheiten aus der Mannschaft geworfen wurde und den Verein verließ.
In den Jahren 2004 bis 2007 spielte Izuagha in der vietnamesischen V-League bei Đồng Tâm Long An. Der Verein gewann in dieser Zeit zwei nationale Meisterschaften, einmal den Landespokal und einmal den Supercup. Im Frühjahr 2007 tauchte er in Frankfurt beim Landesligisten Rot-Weiss Frankfurt auf und trainierte dort zunächst nur mit, um sich fit zu halten. Nachdem der Verein mehrere Ausfälle in der Abwehr hatte, wurde Izuagha im Mai 2007 offiziell in den Kader aufgenommen, konnte aber die in ihn gesetzten Erwartungen nicht erfüllen und kam zu keinem Einsatz. Zur Saison 2007/08 wurde er vom Oberligisten SV Wilhelmshaven verpflichtet, wo er sich nach dem dritten Spieltag einen Muskelfaserriss zuzog und zu keinen weiteren Einsätzen mehr kam. Nach der Saison kehrte er Wilhelmshaven den Rücken und heuerte zum zweiten Mal bei V-League bei Đồng Tâm Long An an. Inzuagha kehrte nach einem halben Jahr in Vietnam zurück und spielt zwei Saisons in der Gruppenliga Frankfurt West für den DJK Bad Homburg, bevor er im Sommer 2012 seine Karriere beendete.

## Nationalmannschaft
Izuagha war eines der hoffnungsvollsten Talente Nigerias und spielte als Kapitän in der U17 seines Landes. Er gewann mit der Mannschaft den UEFA-CAF Meridian Cup, was auch zur Verpflichtung durch Eintracht Frankfurt führte.
Bei der U20-Afrikameisterschaft 1999 erreichte er mit seinen Mannschaftskollegen das Finale (0:1 gegen Ghana). Die ghanaische Tageszeitung The Daily Graphic bezeichnete Izuagha als besten Innenverteidiger des Turniers. Eine Verletzung verhinderte die Teilnahme des Abwehrtalents, das in der Heimat bereits als Nachfolger des langjährigen Nationalspielers Stephen Keshi gehandelt wurde, an der Junioren-Fußballweltmeisterschaft 1999 im eigenen Land.
2003 kam er zu seinem einzigen Einsatz für die A-Nationalmannschaft Nigerias. In einem Freundschaftsspiel gegen Japan im Tokioter Olympiastadion verlor Nigeria mit 0:3 und Izuagha zeigte eine schwache Leistung, die er später der Begebenheit zuschrieb, dass seine Mutter erst zwei Tage vor dem Spiel verstarb.
Im selben Jahr nahm er an den Panafrikanischen Spielen mit der Olympiaauswahl (U23) seines Landes teil. Er erzielte während des Turniers zwei Treffer und gewann mit dem Team die Silbermedaille, nachdem man im Finale Kamerun mit 0:2 unterlag. Dabei kam es vor dem Finale zu einem Skandal, als sich insgesamt vier Spieler, unter denen sich auch Izuagha befand, weigerten, im Spiel aufzulaufen. Erst nach Zahlung einer Sonderprämie liefen die Spieler auf, wurden aber anschließend vom nigerianischen Verband für ein Jahr gesperrt. Seither wurde Emmanuel Izuagha nicht mehr in eine Landesauswahl berufen.

## Persönliches
Izuagha ist ein Cousin des ehemaligen Spieler der 2. Fußball-Bundesliga Henry Nwosu und Stiefcousin des ehemaligen Mannschaftskapitäns der Super-Eagles (Nigerianische Fußballnationalmannschaft) Nwankwo Kanu.